# 山水康平
山水 康平（やまみず こうへい）は、日本の生物学者・薬剤師。京都大学の特定拠点助教。

## 来歴

### 生い立ち
2004年、薬剤師国家試験に合格し、薬剤師となった。滋賀医科大学の大学院に進学し、修士課程を修了した。その後、京都大学の大学院に進学し、医学研究科の博士課程を修了し、博士（医学）の学位を取得した。

### 研究者として
2009年、東洋紡バイオ財団より海外での学術活動への研究助成を受ける。2010年4月 マウスES細胞からの動脈と静脈への分化機構を解明した論文が「Journal of Cell Biology」に掲載される。細胞内の循環器系臓器への分化を促進させるタンパク質と神経系への分化を促進させるタンパク質を同時に発現させ、この2種類のたんぱく質の作用により、動脈を作る遺伝子が活性化することを突き止めた。この活性化した遺伝子が動脈を形成する過程も再現した。同月 第14回日本心血管内分泌代謝学会学術総会 若手研究者奨励賞受賞。2010年12月 第18回日本血管生物医学会学術集会 若手研究奨励賞優秀賞受賞。2012年には高校生を対象とした科学技術振興機構の試み「高校生を対象とした萌芽的科学技術を活かした卓越性の科学教育プログラム開発」に参加している。2014年11月より京都大iPS細胞研究所の助教に就任。2013-2014年には米国国立衛生研究所に留学している。

#### 研究論文における不正行為
2017年2月に「血液脳関門」の機能を持つ組織構造体を人間の皮膚から作ったiPS細胞を使って作成したとして論文を発表して話題を呼んだ。皮膚細胞から作成したiPS細胞を血管内皮細胞に分化させ、これを同じくiPS細胞から分化させた神経細胞やアストロサイトなどと一緒に培養したところ、通常の血管内皮細胞が脳血管関門に似た機能を獲得し、人体内の脳血管組織のような選択的な薬物透過性を持ったモデルになったとされる。脳血管における物質輸送のメカニズムが確認され、パーキンソン病や筋萎縮性側索硬化症への治療について応用できる可能性も示唆された。山水は筆頭・責任著者であった。米科学誌ステムセル・リポーツに掲載された。
2017年7月に上記論文の不正を指摘する内部通報が同研究所相談室にあり、2017年9月より調査を行ったところ論文に使用された数値や図等において、17か所の捏造や改竄が認められた。実験に使用した測定機器に残されていた数値と、提出を受けた山水が使っていたノートパソコン内の復元データを論文の図と比較を行ったところ、多くの図で元データとの齟齬があり意図的に測定値を書き換えたと判断された。ノートパソコンのデータは消去されていたが、100万円の費用をかけて専門業者に復旧を依頼したところ、数値を操作して都合の良い結果が得られるように試行錯誤した過程も含めて、様々な証拠が得られた。山水は再現実験の実施を求めたが、調査委員はそれを却下して山水が正しい手順で論文を作成したかという点に絞って調査を行い、4か月という短期間で調査を終了した。この背景には、論文に不正や捏造があっても、再現実験が成功すれば問題ないという考えは好ましくなく、また調査が長期間に及べば他の研究者にも迷惑がかかるという懸念があった。
2018年1月22日、京都大学iPS 細胞研究所は上記の論文に捏造や改竄があったとして論文を撤回した。京都大学での初の論文捏造認定となった。捏造の動機としては、山水は「論文の見栄えを良くしたかった」と述べた。2018年3月28日懲戒解雇処分となる。

##### 影響
この論文のために使用された研究費310万円には、一般市民から集めた「iPS細胞研究基金」から拠出されていたため、iPS細胞研究所所長の山中伸弥は自分の給与全額を当面の間、研究所に寄付として自主的に返納することを発表した。またSTAP論文の騒動を受けて、不正行為を防止するために3か月に実験ノートの提出を義務付けていたが、山水の実験ノートは「提出率86%で良好」と判断されており不正防止策として機能していなかった。これは実験ノートの提出を求めるものの、その内容についてはチェックする制度にはなっていなかった為で、事実上不正チェック機能が形骸化していた。山水の研究不正発覚後はチェック機能が強化され、実験ノートの内容を定期的に確認するとともに、論文発表前に信憑性の裏付けとなるデータの提出を求めるように改革された。また京都大学全体としても、大学院生や教員に研究公正研修の受講を義務づけた。
日本の生命科学分野では、2006年1月に杉野明雄大阪大学大学院生命機能研究科教授による論文不正が発覚し、改竄を指摘した助手が服毒自殺をするという事件が起きている。この事件を受け2006年にて日本分子生物学会に研究倫理委員会が設立されたが、2013年にも東京大学分子細胞生物学研究所の加藤茂明の5件の論文に不正が指摘されている。2014年に小保方晴子によるSTAP細胞にまつわる研究不正があり、検証実験のために9か月半の期間と1700万円の費用がかかった。2017年には東大分生研の渡邉嘉典教授と助教授が5件の論文の不正を指摘されており、それらに引き続いて起こった本件は関係者に大きな衝撃を与えた。

## 略歴
- 2000年、滋賀県立東大津高等学校卒
- 2004年、大阪薬科大学卒[27]
- 2004年、薬剤師国家試験合格[1]
- 滋賀医科大大学院修士課程修了[3]
- 2010年、京都大学大学院医学研究科博士課程修了[3]、医学博士[28]
- 京都大学再生医学研究所博士研究員[3]
- 京都大学iPS細胞研究所博士研究員[7][3]
- 2013-2014年、アメリカ国立衛生研究所老化研究所研究員(留学)[29]
- 2014年、京都大学iPS細胞研究所(増殖分化機構研究部門)特定拠点助教(特定有期雇用教員)[9][3]

## 論文
- 除痛の正義を繙く：分子レベルからの科学的根拠 オピオイド鎮痛薬による血管新生阻害と抗がん作用 ペインクリニック JICST資料番号 G0739B, ISSN 0388-4171, Vol.34, No.5, Page.649-654 (2013.05.01)
- Opioid-induced multiple pathophysiological functions:Roles in angiogenesis and tumor growth 2012.10.01 ペインクリニック Vol.33, No.S, Page.251-259 (2012.10)

など